# ماكارايف

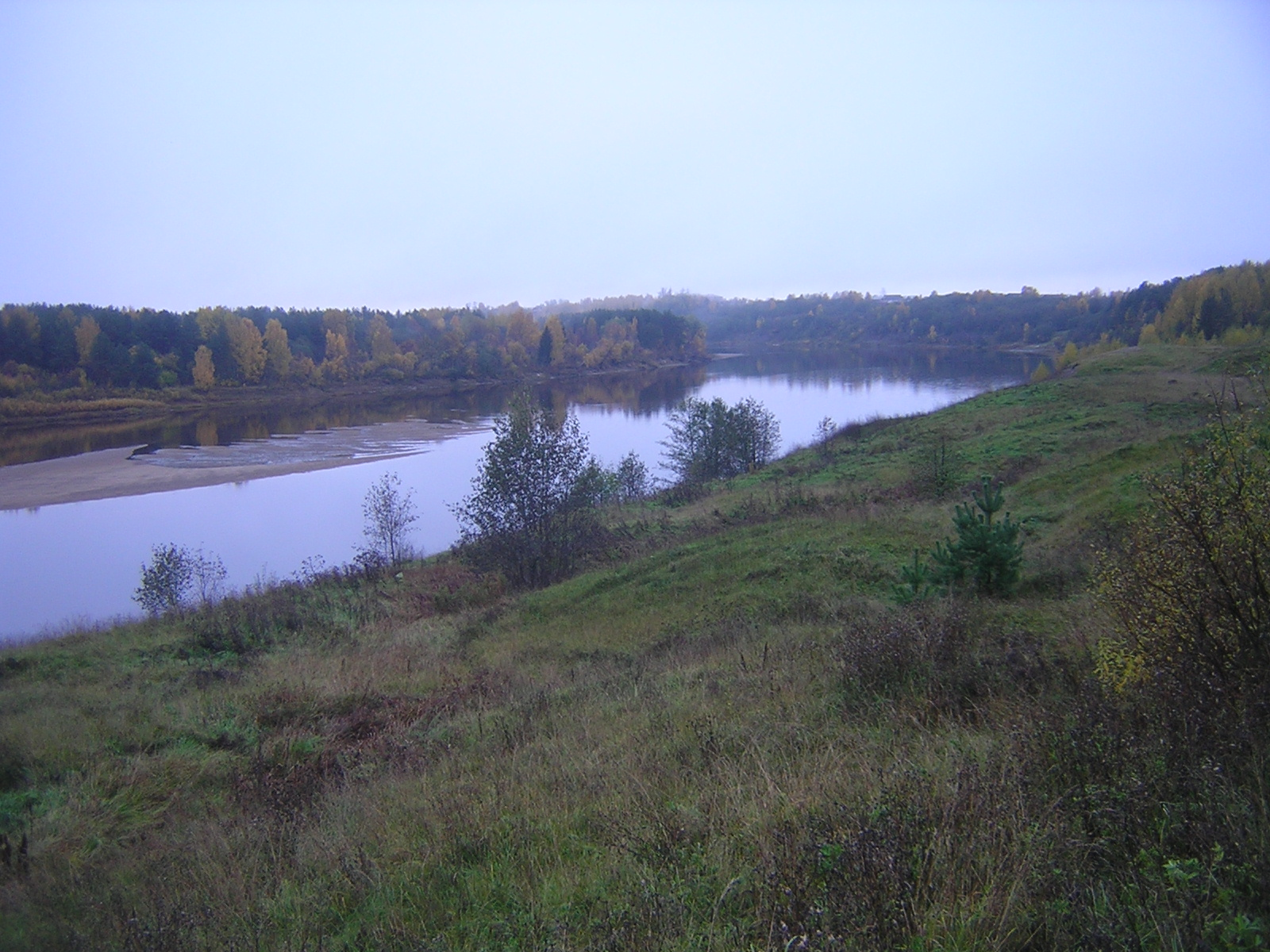
مشهد من ماكارايف

ماكارايف (بالروسية: Макарьев) هي إحدى مدن روسيا في الكيان الفدرالي الروسي كوستروما أوبلاست.